# Conill palustre
El conill palustre (Sylvilagus palustris) és un conill del gènere Sylvilagus que viu en els aiguamolls i zones humides del sud dels Estats Units. Té unes orelles i una cua relativament curtes per un conill Sylvilagus.